# Limpach (Luksemburg)
Limpach (lb. Lampech) – wieś (Uertschaft) w południowym Luksemburgu, w kantonie Esch-sur-Alzette, w gminie Reckange-sur-Mess. Do 3 października 2015 miejscowość leżała w dystrykcie Luksemburg. Liczy 443 mieszkańców (1 stycznia 2023).